# Rio Dois Rios
Rio Dois Rios är ett vattendrag i Brasilien.   Det ligger i delstaten Rio de Janeiro, i den sydöstra delen av landet, 900 km sydost om huvudstaden Brasília.
Omgivningarna runt Rio Dois Rios är huvudsakligen savann. Runt Rio Dois Rios är det ganska glesbefolkat, med 40 invånare per kvadratkilometer.